# Адама Діатта
Адама Діатта (фр. Adama Diatta; нар. 14 серпня 1988, село Кабруссе, область Зігіншор) — сенегальський борець вільного стилю, дев'ятиразовий чемпіон, срібний та бронзовий призер чемпіонатів Африки, дворазовий чемпіон Всеафриканських ігор, учасник трьох Олімпійських ігор.

## Життєпис
Боротьбою почав займатися з 2005 року. Першт ніж перейти у вільну боротьбу, до п'ятнадцяти років він займався традиційною сенегальською боротьбою. Цим видом спорту займалися всі його брати і батько.
Він був прапороносцем Сенегалу на церемонії відкриття Франкомовних ігор 2017 року в Абіджані, Кот -д'Івуар.
Клуби: центр Об'єднаного світу боротьби (FILA), Тієс, Сенегал; «Aredien de Lutte» Сент-Ір'є-ла-Перш, Франція. В останньому також працює тренером. Тренери — Віктор Кодеї (з 2010), Ніколай Мінчев (з 2011).

## Спортивні результати на міжнародних змаганнях

### Виступи на Олімпіадах
| Змагання                    | Збірна  | Вагова категорія          | Місце |
| --------------------------- | ------- | ------------------------- | ----- |
| Літні Олімпійські ігри 2008 | Сенегал | вільна боротьба, до 55 кг | 15    |
| Літні Олімпійські ігри 2016 | Сенегал | вільна боротьба, до 57 кг | 10    |
| Літні Олімпійські ігри 2020 | Сенегал | вільна боротьба, до 65 кг | 16    |

### Виступи на Чемпіонатах світу
| Змагання                        | Збірна  | Вагова категорія          | Місце |
| ------------------------------- | ------- | ------------------------- | ----- |
| Чемпіонат світу з боротьби 2009 | Сенегал | вільна боротьба, до 55 кг | 18    |
| Чемпіонат світу з боротьби 2010 | Сенегал | вільна боротьба, до 55 кг | 32    |
| Чемпіонат світу з боротьби 2011 | Сенегал | вільна боротьба, до 55 кг | 32    |
| Чемпіонат світу з боротьби 2015 | Сенегал | вільна боротьба, до 57 кг | 12    |
| Чемпіонат світу з боротьби 2018 | Сенегал | вільна боротьба, до 61 кг | 12    |

### Виступи на Чемпіонатах Африки
| Змагання                         | Збірна  | Вагова категорія          | Місце  |
| -------------------------------- | ------- | ------------------------- | ------ |
| Чемпіонат Африки з боротьби 2007 | Сенегал | вільна боротьба, до 55 кг | Золото |
| Чемпіонат Африки з боротьби 2008 | Сенегал | вільна боротьба, до 55 кг | Золото |
| Чемпіонат Африки з боротьби 2009 | Сенегал | вільна боротьба, до 55 кг | Золото |
| Чемпіонат Африки з боротьби 2010 | Сенегал | вільна боротьба, до 55 кг | Срібло |
| Чемпіонат Африки з боротьби 2011 | Сенегал | вільна боротьба, до 60 кг | Бронза |
| Чемпіонат Африки з боротьби 2012 | Сенегал | вільна боротьба, до 55 кг | Золото |
| Чемпіонат Африки з боротьби 2015 | Сенегал | вільна боротьба, до 57 кг | Золото |
| Чемпіонат Африки з боротьби 2016 | Сенегал | вільна боротьба, до 57 кг | Золото |
| Чемпіонат Африки з боротьби 2017 | Сенегал | вільна боротьба, до 61 кг | Золото |
| Чемпіонат Африки з боротьби 2018 | Сенегал | вільна боротьба, до 61 кг | Золото |
| Чемпіонат Африки з боротьби 2019 | Сенегал | вільна боротьба, до 61 кг | Золото |
| Чемпіонат Африки з боротьби 2020 | Сенегал | вільна боротьба, до 65 кг | 5      |

### Виступи на Всеафриканських іграх
| Змагання                 | Збірна  | Вагова категорія          | Місце  |
| ------------------------ | ------- | ------------------------- | ------ |
| Всеафриканські ігри 2007 | Сенегал | вільна боротьба, до 55 кг | Золото |
| Африканські ігри 2015    | Сенегал | вільна боротьба, до 57 кг | Золото |
| Африканські ігри 2019    | Сенегал | вільна боротьба, до 65 кг | 8      |

### Виступи на інших змаганнях
| Змагання                                                        | Збірна  | Вагова категорія          | Місце  |
| --------------------------------------------------------------- | ------- | ------------------------- | ------ |
| Турнір Дана Колова — Николи Петрова 2009                        | Сенегал | вільна боротьба, до 55 кг | 10     |
| Турнір Дана Колова — Николи Петрова 2010                        | Сенегал | вільна боротьба, до 55 кг | 5      |
| Олімпійський кваліфікаційний турнір з боротьби 2012 (Марракеш)  | Сенегал | вільна боротьба, до 55 кг | Бронза |
| Олімпійський кваліфікаційний турнір з боротьби 2012 (Тайюань)   | Сенегал | вільна боротьба, до 60 кг | 17     |
| Олімпійський кваліфікаційний турнір з боротьби 2012 (Гельсінкі) | Сенегал | вільна боротьба, до 60 кг | 19     |
| Гран-прі Іспанії з боротьби 2012                                | Сенегал | вільна боротьба, до 60 кг | Срібло |
| Henri Deglane Challenge 2013                                    | Сенегал | вільна боротьба, до 60 кг | Бронза |
| Гран-прі Парижа з боротьби 2015                                 | Сенегал | вільна боротьба, до 57 кг | Срібло |
| Гран-прі Парижа з боротьби 2016                                 | Сенегал | вільна боротьба, до 57 кг | Бронза |
| Олімпійський кваліфікаційний турнір з боротьби 2016 (Алжир)     | Сенегал | вільна боротьба, до 57 кг | Золото |
| Гран-прі Іспанії з боротьби 2016                                | Сенегал | вільна боротьба, до 61 кг | Бронза |
| Франкомовні ігри 2017                                           | Сенегал | вільна боротьба, до 61 кг | Золото |
| Олімпійський кваліфікаційний турнір з боротьби 2021 (Хаммамет)  | Сенегал | вільна боротьба, до 65 кг | Золото |